# Circondario della Pomerania Anteriore-Greifswald
Il circondario della Pomerania Anteriore-Greifswald (in tedesco: Landkreis Vorpommern-Greifswald) è un circondario del Land tedesco del Meclemburgo-Pomerania Anteriore.

## Storia
Il circondario fu creato il 4 settembre 2011 dalla fusione della città extracircondariale di Greifswald con gli ex circondari della Pomerania Anteriore Orientale e dell'Uecker-Randow, più parte del circondario di Demmin.

## Città e comuni
(Abitanti il 31 dicembre 2022)
Comuni non appartenenti ad alcuna comunità amministrativa
1. Anklam, Città anseatica (12 312)
2. Greifswald, Città anseatica e Große kreisangehörige Stadt (59 691)
3. Heringsdorf (8 425)
4. Pasewalk, Città * (9 811)
5. Strasburg (Uckermark), Città (4 451)
6. Ueckermünde, Città (8 598)

Comunità amministrative e loro comuni

* Sede della comunità
| - 1. Amt Am Peenestrom (15 574) 1. Buggenhagen (216) 2. Krummin (228) 3. Lassan, Città (1 491) 4. Lütow (442) 5. Sauzin (426) 6. Wolgast, Città * (12 055) 7. Zemitz (716) - 2. Amt Am Stettiner Haff (10 420) 1. Ahlbeck (605) 2. Altwarp (440) 3. Eggesin, Città * (4 748) 4. Grambin (425) 5. Hintersee (334) 6. Leopoldshagen (618) 7. Liepgarten (801) 8. Lübs (356) 9. Luckow (561) 10. Meiersberg (404) 11. Mönkebude (755) 12. Vogelsang-Warsin (373) - 3. Amt Anklam-Land (9 444) 1. Bargischow (289) 2. Blesewitz (239) 3. Boldekow (644) 4. Bugewitz (235) 5. Butzow (430) 6. Ducherow (2 346) 7. Iven (175) 8. Krien (679) 9. Krusenfelde (152) 10. Medow (502) 11. Neetzow-Liepen (838) 12. Neu Kosenow (469) 13. Neuenkirchen (226) 14. Postlow (297) 15. Rossin (170) 16. Sarnow (366) 17. Spantekow * (1 112) 18. Stolpe an der Peene (275) - 4. Amt Jarmen-Tutow (6 675) 1. Alt Tellin (404) 2. Bentzin (869) 3. Daberkow (335) 4. Jarmen, Città * (2 914) 5. Kruckow (644) 6. Tutow (995) 7. Völschow (514) | - 5. Amt Landhagen (10 766) 1. Behrenhoff (816) 2. Dargelin (356) 3. Dersekow (1 149) 4. Hinrichshagen (959) 5. Levenhagen (414) 6. Mesekenhagen (1 059) 7. Neuenkirchen * (2 418) 8. Wackerow (1 547) 9. Weitenhagen (2 048) - 6. Amt Löcknitz-Penkun (10 610) 1. Bergholz (315) 2. Blankensee (552) 3. Boock (581) 4. Glasow (148) 5. Grambow (863) 6. Krackow (613) 7. Löcknitz * (3 342) 8. Nadrensee (377) 9. Penkun, Città (1 815) 10. Plöwen (272) 11. Ramin (704) 12. Rossow (446) 13. Rothenklempenow (582) - 7. Amt Lubmin (10 485) 1. Brünzow (673) 2. Hanshagen (908) 3. Katzow (609) 4. Kemnitz (1 155) 5. Kröslin (1 743) 6. Loissin (798) 7. Lubmin * (2 176) 8. Neu Boltenhagen (567) 9. Rubenow (762) 10. Wusterhusen (1 094) - 8. Amt Peenetal/Loitz (5 998) 1. Görmin (900) 2. Loitz, Stadt * (4 262) 3. Sassen-Trantow (836) - 9. Amt Torgelow-Ferdinandshof (14 287) 1. Altwigshagen (389) 2. Ferdinandshof (2 732) 3. Hammer a.d. Uecker (461) 4. Heinrichswalde (385) 5. Rothemühl (289) 6. Torgelow, Città * (9 307) 7. Wilhelmsburg (724) | - 10. Amt Uecker-Randow-Tal (6 974) [Sitz: Pasewalk] 1. Brietzig (185) 2. Fahrenwalde (277) 3. Groß Luckow (200) 4. Jatznick (2 208) 5. Koblentz (222) 6. Krugsdorf (483) 7. Nieden (162) 8. Papendorf (208) 9. Polzow (261) 10. Rollwitz (887) 11. Schönwalde (410) 12. Viereck (996) 13. Zerrenthin (475) - 11. Amt Usedom-Nord (9 518) 1. Karlshagen (3 218) 2. Mölschow (812) 3. Peenemünde (351) 4. Trassenheide (943) 5. Zinnowitz * (4 194) - 12. Amt Usedom-Süd (11 730) 1. Benz (1 131) 2. Dargen (586) 3. Garz (280) 4. Kamminke (244) 5. Korswandt (592) 6. Koserow (1 730) 7. Loddin (960) 8. Mellenthin (469) 9. Pudagla (480) 10. Rankwitz (546) 11. Stolpe auf Usedom (373) 12. Ückeritz (1 006) 13. Usedom, Città * (1 725) 14. Zempin (961) 15. Zirchow (647) - 13. Amt Züssow (11 586) 1. Bandelin (539) 2. Gribow (138) 3. Groß Kiesow (1 279) 4. Groß Polzin (404) 5. Gützkow, Città (2 974) 6. Karlsburg (1 874) 7. Klein Bünzow (679) 8. Murchin (785) 9. Rubkow (616) 10. Schmatzin (295) 11. Wrangelsburg (250) 12. Ziethen (439) 13. Züssow * (1 314) |